# 10807 Уггарде
10807 Уггарде (10807 Uggarde) — астероїд головного поясу, відкритий 17 березня 1993 року.
Тіссеранів параметр щодо Юпітера — 3,188.